# Johann Trollmann
Johann Trollmann (Wilsche, ma Gifhorn városrésze, 1907. december 27. – wittenbergei megsemmisítő tábor, 1943. február 9.) németországi cigány ökölvívó, a porajmos áldozata.

## Élete
Az 1920-as években vált híressé. 1933. június 9-én a német félnehézsúlyú bajnoki címért küzdött, ám annak ellenére, hogy ellenfelénél, Adolf Witt-nél több pontot szerzett, a mérkőzés eredmény nélkül zárult. A közönség fellázadt a döntés ellen, így a náci vezetőségnek el kellett ismernie Trollmann-t győztesnek. 6 nap múlva azonban mégis megfosztották címétől.
A nácik a következő évektől fogva fokozottan üldözték a cigányokat, Trollmann-t is sterilizálták. 1939-ben besorozták a Wehrmachtba, a keleti fronton harcolt. 1941-ben megsebesült, így visszakerült Németországba. 1942 júniusában a Gestapo letartóztatta, és a neuengammei koncentrációs táborba deportálták. Megpróbálta titkolni kilétét, ám a táborparancsnok korábban ökölvívó volt és felismerte. Trollmann-ra azt a feladatot osztotta, hogy esténként eddze a német csapatokat. Egészsége azonban gyorsan romlott, így a foglyok meghamisították halálát, és elérték, hogy a 130 km távol fekvő wittenbergei mellék-táborba kerüljön, álnéven. Azonban hamarosan itt is felismerték, és egy meccset szerveztek, amelyben Emil Cornelius közbűntényes fogoly, kápó lett az ellenfele. Természetesen Trollmann győzött, ám Cornelius bosszút kívánt állni rajta megaláztatásaiért, így egész nap dolgoztatta, majd mikor a volt bajnok elfáradt, egy lapáttal agyonverte.
2003-ban a Német Ökölvívó Szövetség úgy határozott, hogy elismeri Trollmann-t 1933-as bajnoknak. 2010. június 9-én - Trollmann meccsének évfordulóján - Bewegung Nurr a berlini Victoria parkban emlékművet állított tiszteletére.

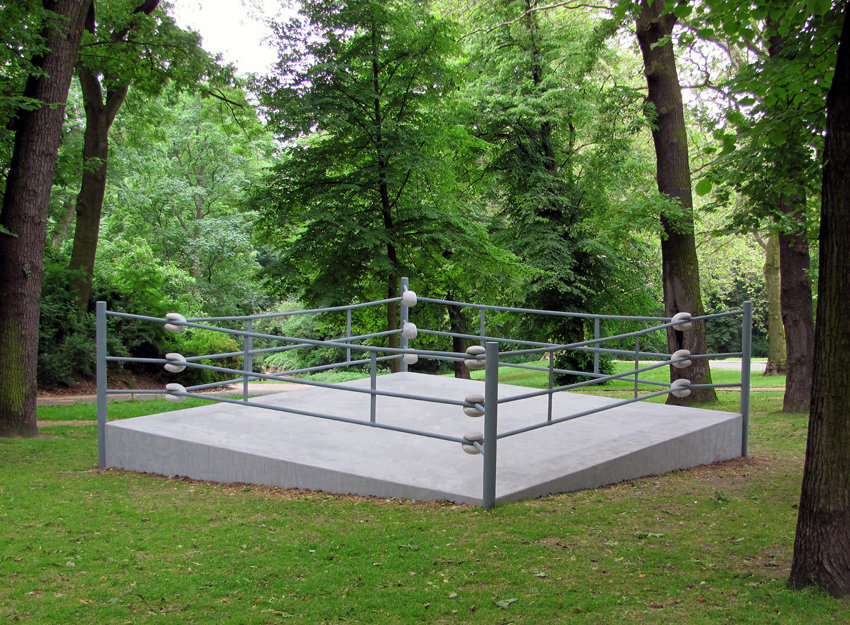
Emlékműve a berlini Victoria parkban

## Fordítás
- Ez a szócikk részben vagy egészben  a   Johann Trollmann című angol Wikipédia-szócikk ezen változatának fordításán alapul.  Az eredeti cikk szerkesztőit annak laptörténete sorolja fel. Ez a jelzés csupán a megfogalmazás eredetét és a szerzői jogokat jelzi, nem szolgál a cikkben szereplő információk forrásmegjelöléseként.